# Henry FitzGerald
Henry FitzGerald (ur. 30 lipca 1761, zm. 9 lipca 1829 na Boyle Farm w hrabstwie Surrey) – brytyjski arystokrata i polityk irlandzkiego pochodzenia, młodszy syn Jamesa FitzGeralda, 1. księcia Leinster i lady Emilii Lennox, córki 2. księcia Richmond i Lennox.
Wykształcenie odebrał w Eton College. Później wstąpił do armii i służył w Indiach Zachodnich, osiągając rangę podpułkownika. Po powrocie do Anglii zainteresował się teatrem i występował przez pewien czas w prywatnym teatrze swojego kuzyna, księcia Richmond, Richmond House Theatre. Za swoje występy zbierał pochlebne recenzje, a dzięki swojemu urokowi sprawiał, jak pisała jego siostra, lady Sarah FitzGerald, że „damy wychodziły z przedstawienia zakochane w nim”. Lord Henry zaprzyjaźnił się również z Horacem Walpolem, 4. hrabią Oxford.
3 sierpnia 1791 r. poślubił Charlotte Boyle Walshingham (1769 – 9 stycznia 1831). Było to zgodne małżeństwa, a Charlotte była oddana mężowi. Małżonkowie mieli sześciu synów i pięć córek:
- Geraldine FitzGerald-de Ros (zm. 28 września 1881), żona Fredericka Pare’a, nie miała dzieci
- Henrietta Mabel FitzGerald-de Ros (zm. 22 grudnia 1879), żona Johna Broadhursta of Foston Hall
- Cecilia FitzGerald-de Ros (zm. 6 października 1869), żona Johna Boyle’a, miała dzieci, jej wnukami byli William Boyle, 12. hrabia Cork oraz major Reginald Boyle (ojciec 13. i 14. hrabiego Cork)
- Charlotte FitzGerald-de Ros (zm. 1813)
- Henry William FitzGerald-de Ros (12 czerwca 1793 – 28 marca 1839), 22. baron de Ros
- podpułkownik Arthur John Hill FitzGerald-de Ros (21 grudnia 1795 – 23 lutego 1826)
- William Lennox Lascelles FitzGerald-de Ros (1 września 1797 – 6 stycznia 1874), 23. baron de Ros
- Edmund Emilius Boyle FitzGerald-de Ros (4 maja 1799 – 12 września 1810)
- kontradmirał John Frederick FitzGerald-de Ros (6 marca 1804 – 19 czerwca 1861)
- Augustus FitzGerald-de Ros (ur. i zm. 1805)
- Olivia Cecila FitzGerald-de Ros (ok. 1807 – 21 kwietnia 1885), żona Henry’ego Wellesleya, 1. hrabiego Cowley, miała dzieci.

W 1806 r. król Jerzy III przywrócił Charlotte zawieszony do 1687 r. tytuł barona de Ros, najstarszy istniejący tytuł parowski na wyspach brytyjskich. Lord Henry został baronem de iure uxoris. 8 lipca 1806 r. wszedł w skład Tajnej Rady Irlandii. W latach 1807–1814 zasiadał w brytyjskiej Izbie Gmin jako reprezentant okręgu Kildare. Zmarł w 1829 r.